# Radio Maria
Pour les articles homonymes, voir Radio Maryja.

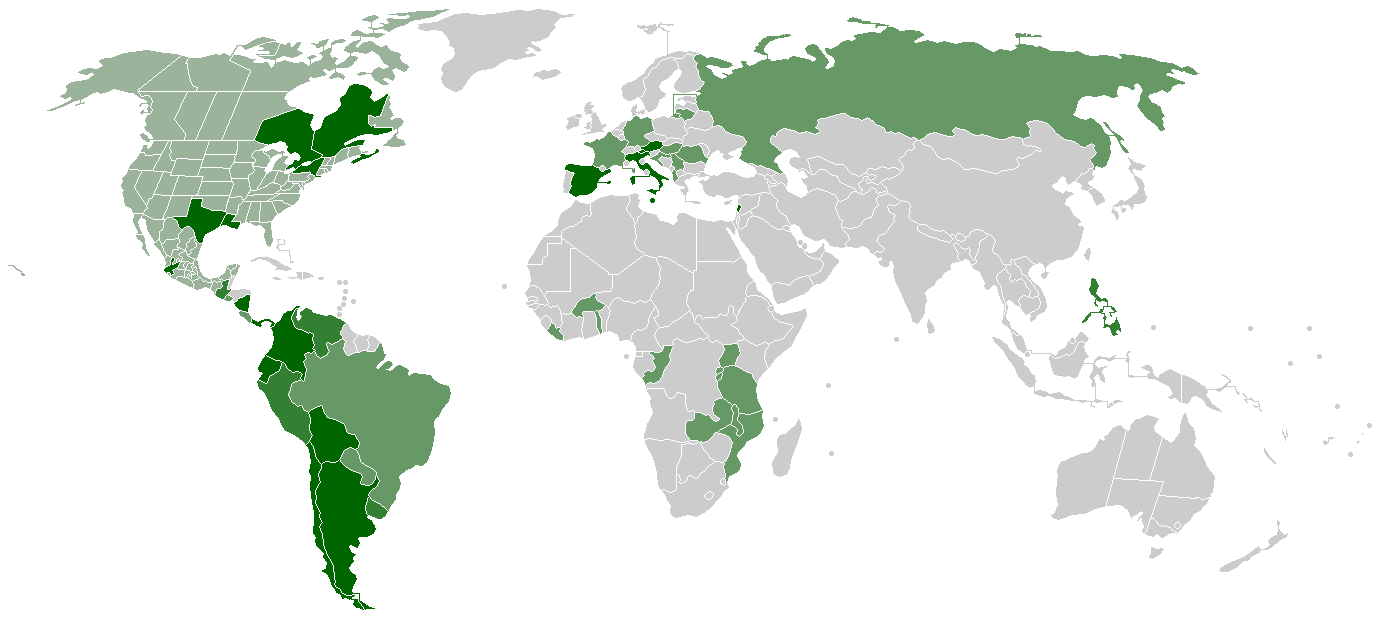
L'implantation du réseau Famille mondiale de Radio Maria en 2006.

Radio Maria, en forme longue Famille mondiale de Radio Maria (en anglais : World Family of Radio Maria, en espagnol : Familia Mundial de Radio María), est un réseau de stations de radio catholiques à diffusion internationale fondée en 1983 à Arcellasco d'Erba en Italie par Emanuele Ferrario, décédé en juillet 2020.  
Radio Maria est née dans une paroisse de la province de Côme en Italie. Sa mission, est de diffuser l'évangile en harmonie avec la doctrine et les indications pastorales fournies par l'Église catholique, dans la fidélité au Saint Père, et en utilisant toutes les possibilités que peut offrir un moyen de diffusion radiophonique. En 2021, Radio Maria est présente dans 79 pays. Elle s'adresse chaque jour à des millions d'auditeurs et en 65 langues différentes.  
Le directeur-conseiller de Radio Maria internationale depuis 1987 est le père Livio Fanzaga. En 2021, son président est Vittorio Viccardi.

## Implantation internationale
Hors de la radio centrale située à Erba, Radio Maria est diffusée à travers le monde.
Radio Maria France, dont le directeur éditorial est le père Mathieu Rey depuis 2015, fait partie du réseau mondial « Radio Maria » appelé Famille mondiale de Radio Maria. Ce réseau s’adresse à une population d’environ 500 millions d’auditeurs dans le monde. Chaque Radio Maria a une gestion indépendante dans chaque pays, mais unie dans la même inspiration catholique. Au total, Radio Maria exploite environ 1700 émetteurs radio dans le monde. La liste des pays où elle exerce ses activités est la suivante :

### Afrique
| Pays                             | Langue    | Station de radio              | Création         | Église catholique                |
| -------------------------------- | --------- | ----------------------------- | ---------------- | -------------------------------- |
| Burkina Faso                     | Français  | Radio Maria Burkina Faso      | 12 décembre 1993 | Burkina Faso                     |
| Burundi                          | Français  | Radio Maria Burundi           | 17 avril 2004    | Burundi                          |
| Cameroun                         | Français  | Radio Maria Cameroun          | 10 mai 2011      | Cameroun                         |
| Côte d'Ivoire                    | Français  | Radio Maria Côte d'Ivoire     | 12 octobre 2011  | Côte d'Ivoire                    |
| Égypte                           | Arabe     | Radio Maria Égypte            |                  | Égypte                           |
| Gabon                            | Français  | Radio Maria Gabon             | 4 juillet 2009   | Gabon                            |
| Guinée                           | Espagnol  | Radio Voice of Peace          | 19 décembre 2015 | République de Guinée             |
| Guinée équatoriale               | Espagnol  | Radio María Guinea Ecuatorial | 8 décembre 2014  | Guinée équatoriale               |
| Kenya                            | Espagnol  | Radio Maria Kenya             | 19 août 2008     | Kenya                            |
| Lesotho                          | Anglais   | Radio Maria Lesotho           | décembre 2017    | Lesotho                          |
| Liberia                          | Anglais   | Radio Maria Libéria           | 8 décembre 2016  | Libéria                          |
| Madagascar                       | Français  | Radio Maria Madagascar        | 25 mars 2015     | Madagascar                       |
| Malawi                           | Chichewa  | Radio Maria Malawi            | 24 août 1999     | Malawi                           |
| Mozambique                       | Portugais | Radio Maria Moçambique        | 2 juin 1995      | Mozambique                       |
| Ouganda                          | Anglais   | Radio Maria Uganda            | 1er mai 1996     | Ouganda                          |
| République centrafricaine        | Français  | Radio Maria Centrafrique      | 31 octobre 2007  | République centrafricaine        |
| République du Congo              | Français  | Radio Maria Congo             | avril 2006       | République du Congo              |
| République démocratique du Congo | Français  | Radio Maria RDC               | 25 mars 2009     | République démocratique du Congo |
| Rwanda                           | Espagnol  | Radio Maria Rwanda            | 15 août 2004     | Rwanda                           |
| Sierra Leone                     | Anglais   | Radio Maria Sierra Leone      | 1er janvier 2004 | Sierra Leone                     |
| Tanzanie                         | Espagnol  | Radio Maria Tanzanie          | 26 avril 1996    | Tanzanie                         |
| Togo                             | Français  | Radio Maria Togo              | 19 mars 1997     | Togo                             |
| Zambie                           | Anglais   | Radio Maria Zambie            | 21 juin 1999     | Zambie                           |

### Amérique
| Pays                   | Langue    | Station de radio                 | Création          | Église catholique      |
| ---------------------- | --------- | -------------------------------- | ----------------- | ---------------------- |
| Argentine              | Espagnol  | Radio María Argentina            | 8 décembre 1996   | Argentine              |
| Bolivie                | Espagnol  | Radio María Bolivia              | 12 décembre 1999  | Bolivie                |
| Brésil                 | Portugais | Rádio Maria Brasil               | 13 mai 2006       | Brésil                 |
| Canada                 | Anglais   | HMWN Radio Maria                 | 5 mai 1995        | Canada                 |
| Canada                 | Français  | Radio Maria Canada               | 5 mai 1995        | Canada                 |
| Canada                 | Italien   | Radio Maria Canada               | 5 mai 1995        | Canada                 |
| Chili                  | Espagnol  | Radio María Chile                | 15 août 1996      | Chili                  |
| Colombie               | Espagnol  | Radio María Colombia             | 1er octobre 1996  | Colombie               |
| Costa Rica             | Espagnol  | Radio María Costa Rica           | 12 septembre 2004 | Costa Rica             |
| République dominicaine | Espagnol  | Radio María República Dominicana | 19 mars 2007      | République dominicaine |
| Équateur               | Espagnol  | Radio María Ecuador              | 7 octobre 1998    | Équateur               |
| États-Unis             | Anglais   | Radio Maria United States        | 25 mai 2000       | États-Unis             |
| États-Unis             | Italien   | Radio Maria Stati Uniti          |                   | États-Unis             |
| États-Unis             | Espagnol  | Radio María Estados Unidos       |                   | États-Unis             |
| Guatemala              | Espagnol  | Radio María Guatemala            | 8 septembre 1997  | Guatemala              |
| Mexique                | Espagnol  | Radio María México               | 31 mai 2003       | Mexique                |
| Nicaragua              | Espagnol  | Radio María Nicaragua            | 4 septembre 2001  | Nicaragua              |
| Panama                 | Espagnol  | Radio María Panamá               | 5 août 1998       | Panama                 |
| Paraguay               | Espagnol  | Radio María Paraguay             | 12 décembre 2002  | Paraguay               |
| Porto Rico             | Espagnol  | Radio María Puerto Rico          | 13 mai 1995       | Porto Rico             |
| Pérou                  | Espagnol  | Radio María Perú                 | 13 mai 1995       | Pérou                  |
| Salvador               | Espagnol  | Radio María El Salvador          | 15 septembre 2001 | El Salvador            |
| Uruguay                | Espagnol  | Radio María Uruguay              | 31 mai 2005       | Uruguay                |
| Venezuela              | Espagnol  | Radio María Venezuela            | 1er novembre 2004 | Venezuela              |

### Asie
| Pays        | Langue                          | Station de radio         | Création        | Église catholique |
| ----------- | ------------------------------- | ------------------------ | --------------- | ----------------- |
| Chine       | Chinois                         | Radio Maria Macao        | 19 juillet 2015 | Chine             |
| Inde        | Anglais                         | Radio Maria India        | 30 juin 2013    | Inde              |
| Israël      | Arabe                           | Radio Maria Nazareth     | 8 décembre 2019 | Israël            |
| Indonésie   | Indonésien                      | Radio Maria Indonesia    | 8 décembre 2008 | Indonésie         |
| Liban       | Arabe Français Anglais Arménien | Radio Voix de la Charité | 1er juin 1984   | Liban             |
| Ligue arabe | Arabe                           | Radio Mariam             | 8 décembre 2015 | Chrétiens arabes  |
| Philippines | Anglais                         | Radio Maria Philippines  | 11 février 2002 | Philippines       |
| Philippines | Filipino                        | Radyo Maria Pilipinas    | 11 février 2002 | Philippines       |

### Océanie
| Pays                      | Langue  | Station de radio                      | Création          | Église catholique         |
| ------------------------- | ------- | ------------------------------------- | ----------------- | ------------------------- |
| Papouasie-Nouvelle-Guinée | Anglais | Radio Maria Papouasie-Nouvelle-Guinée | 8 décembre 2007   | Papouasie-Nouvelle-Guinée |
| Australie                 | Anglais | Radio Maria Australie                 | 1er novembre 2019 | Australie                 |

### Europe
| Pays               | Langue      | Station de radio           | Création          | Église catholique  |
| ------------------ | ----------- | -------------------------- | ----------------- | ------------------ |
| Albanie            | Albanais    | Radio Maria Shqiptare      | 3 juillet 2003    | Albanie            |
| Allemagne          | Allemand    | Radio Horeb                | 8 décembre 1996   | Allemagne          |
| Arménie            | Arménien    | Radio Maria                | 5 décembre 2011   | Arménie            |
| Autriche           | Allemand    | Radio Maria Österreich     | 12 septembre 1998 | Autriche           |
| Belgique           | Néerlandais | Radio Maria België         | 18 avril 2011     | Belgique           |
| Biélorussie        | Russe       | Radio Maria Belarus        | 1er novembre 2016 | Biélorussie        |
| Bosnie-Herzégovine | Bosnien     | Radio Marija BiH           | 8 décembre 2010   | Bosnie-Herzégovine |
| Croatie            | Croate      | Radio Marija Hrvatska      | 22 février 1997   | Croatie            |
| Espagne            | Espagnol    | Radio María España         | 24 janvier 1998   | Espagne            |
| France             | Français    | Radio Maria France         | 7 mai 1998        | France             |
| Irlande            | Anglais     | Radio Maria Ireland        | 13 mai 2015       | Irlande            |
| Italie             | Italien     | Radio Maria                | 12 janvier 1987   | Italie             |
| Italie             | Allemand    | Radio Maria Südtirol       | 16 juillet 1997   | Italie             |
| Hongrie            | Hongrois    | Mária Rádió Magyarország   | 15 janvier 2006   | Hongrie            |
| Kosovo             | Albanais    | Radio Maria Kosovë         | 29 janvier 2013   | Kosovo             |
| Lettonie           | Letton      | Radio Marija Latvija       | 8 décembre 2015   | Lettonie           |
| Lituanie           | Lituanien   | Marijos Radijas Lietuva    | 30 août 2004      | Lituanie           |
| Macédoine          | Macédonien  | Радио Марија Македонија    | 8 décembre 2014   | Macédoine          |
| Macédoine          | Croate      | Radio Marija Makedonija    | -                 | Macédoine          |
| Macédoine          | Albanais    | Radio Maria Maqedonia      | -                 | Macédoine          |
| Malte              | Maltais     | Radio Maria Malte          | 31 mai 1995       | Malte              |
| Pays-Bas           | Néerlandais | Radio Maria Nederland      | 2 février 2008    | Pays-Bas           |
| Portugal           | Portugais   | Rádio Maria Portugal       | 13 mai 2021       | Portugal           |
| Roumanie           | Roumain     | Radio Maria România        | 25 mars 2006      | Roumanie           |
| Roumanie           | Hongrois    | Mária Rádió Erdély         | 25 mars 2006      | Roumanie           |
| Royaume-Uni        | Anglais     | Radio Maria Royaume-Uni    | 1er novembre 2019 | Angleterre         |
| Russie             | Russe       | Radio Maria Russie         | 12 avril 1997     | Russie             |
| Serbie             | Serbe       | Radio Marija Srbija        | 13 décembre 2003  | Serbie             |
| Serbie             | Hongrois    | Mária Rádió Szerbia        | -                 | Serbie             |
| Slovaquie          | Hongrois    | Mária Rádió Felvidék       | 20 mai 2012       | Slovaquie          |
| Suisse             | Allemand    | Radio Maria Deutschschweiz | 8 septembre 2010  | Suisse             |
| Ukraine            | Ukrainien   | Радіо Марія                | 1er juin 2010     | Ukraine            |

## Risque de confusion
Radio Maria, de conception plutôt liturgique et sermonnaire, ne doit pas être confondue avec la radio polonaise Radio Maryja qui a été jugée fondamentaliste dans les années 2006-2007.